# Mircea III Dracul
Mircea III Dracul (dopo il 1482 – Sibiu, dopo il 1534), figlio di Mihnea cel Rău e diretto nipote di Vlad l'Impalatore, venne affiancato al potere dal padre nel 1508, subentrandogli nell'ottobre 1509 quale voivoda di Valacchia.

## Biografia
Quando Minhea "il Cattivo" venne cacciato dalla Valacchia, suo figlio Mircea condivise il suo destino. Dopo l'assassinio di Minhea (Sibiu, 1510), Mircea divenne un esule. Riparato in Transilvania, tra il 1512 ed il 1521 tentò di strappare il trono di Valacchia agli usurpatori della famiglia Craiovești, combattendo contro Basarab V Neagoe. Risolse alla fine di allearsi all'Impero ottomano, così si portò alla corte del Bey di Nicopoli, Mehmet Mihaloglou, protettore dei Craiovești.
Nell'ottobre del 1521, Mihaloglu e Mircea attaccarono la Valacchia per contendere il trono lasciato vacante dalla morte di Teodosio di Valacchia al cugino di Mircea, Radu V de la Afumați, ma vennero sconfitti. Mircea sparisce a questo punto dalle cronache ufficiali.
Sposatosi nel 1519 con la principessa serba Maria Despina, Minhea ebbe una nutrita discendenza:
- Miloș Voda, professore presso la scuola patriarcale di Costantinopoli, morto il 20 febbraio 1577;
- Alexandru II Mircea, nato nel 1529, principe di Valacchia;
- Vlad;
- Mihnea;
- Petru Șchiopul, nato nel 1534, principe di Moldavia.